# Combretum olivaceum
Combretum olivaceum là một loài thực vật có hoa trong họ Trâm bầu. Loài này được Engl. mô tả khoa học đầu tiên năm 1895.